# Elena Jordi
María de Montserrat Casals Baqué, más conocida como Elena Jordi (Serchs, 20 de noviembre de 1882-Barcelona, 5 de diciembre de 1945) fue una actriz y empresaria teatral de vodevil española. Se estableció en Barcelona en 1906, en un estanco que frecuentaban escritores como Ramon Tor, Pere Prat Gaballí o Ramon Vinyes, quienes la introdujeron en los ambientes artísticos de la ciudad. Desarrolló su actividad en el Paralelo barcelonés, especialmente, entre los años 1909 y 1920. Está considerada la primera directora de cine de España por su trabajo como productora, directora y actriz de la película de cine mudo "Thais", rodada en 1917 y de la que no se ha conservado ninguna copia.

## Biografía
Nació en la localidad bergadana de Serchs. Era la segunda de tres hermanas. El padre, Bonaventura Casals, era un emprendedor que trabajó de capataz y terminó siendo empresario en las minas y en los hornos de cemento de Serchs. En 1900, cuando Montserrat tenía 18 años y su hermana Tina 9, la familia vivía en Berga, y allí consta que tanto ellas dos como la hermana mayor, Bàrbara, y su madre, Maria Baqué, eran activas en los círculos sociales y culturales de Berga. Montserrat Casals se casó en 1901 con el veterinario Josep Capellera, nueve días después nació su primera hija. En 1903 nació su segunda hija y un año después el matrimonio se rompió. En 1905 murió su padre y la familia se trasladó a Barcelona. 
Montserrat llegó a Barcelona con sus dos hijas, su madre y su hermana pequeña Tina, quienes regentaron un estanco en la esquina de la Boqueria y Rauric que fue clave para la carrera artística posterior de ambas hermanas ya que se convirtió en un punto de encuentro y tertulia de numerosos personajes del mundo de la cultura, el arte y el periodismo.  Allí conoció entre otros al hijo del escenógrafo Soler i Rovirosa, Alexandre Soler Maryé, que le permitió introducirse en el mundo que a ella le interesaba y que le acompañó en su trayectoria teatral siendo en algunos momentos su compañero sentimental.

### Debut artístico
Entre 1908 y 1914 Jordi debutó en el teatro, con papeles que en un principio eran sin texto. Durante la temporada 1908-1909 Elena Jordi colaboró en el Teatro Íntimo de Adrià Gual, donde una joven Margarita Xirgu ya era primera actriz, y sobre todo en el Gran Teatro Español, conocido como la catedral del vodevil en catalán, de la avenida del Paralelo. Elena Jordi siguió a Xirgu cuando fue a trabajar al Teatro Principal para hacer vodevils. Posteriormente actuó en la compañía de Enric Borràs y en la de Josep Santpere (1910-1914). Después de participar en obras como La educación del príncipe; de Maurice Donnay; Llevan nada de pago?, de Hennequin y Veber o Zazà, de Berton y Charles, empezó a destacar en las críticas teatrales. Al principio, elogiaron la elegancia escénica y la belleza de la actriz y, progresivamente, su «saber hacer» de una «excelente actriz», que reconocieron incluso los detractores del vodevil. Jordi logró éxito con obras como Salomé, de Oscar Wilde (que ya había estrenado Xirgu); Cuídate de Amèlia, de Georges Feydeau; La lepra, de Santiago Rusiñol, y La mujer desnuda, de Henry Bataille, obra que catapultó a Elena Jordi a la fama. No dudó a la hora de desnudarse ante sus espectadores -aunque hay dudas si fue Helena Cortesina la primera en hacerlo- , lo que le valió varios encontronazos con la censura que llegó a suspender algunas representaciones.
En vista del rendido favor del público, acabó formando compañía en 1914 con el nombre de Compañía Catalana de Vodevil Elena Jordi. La compañía representó con gran éxito obras como La Presidenta, de Hennequin; Faltan cinco minutos, de Paul Gavault y Georges Berr; La Baberos se nos ha casado, y Las hijas de Venus, de Maurice Donnay. Jordi estrenó vodevils que Santiago Rusiñol escribió con el pseudónimo Jordi de Peracamps: El señor Josep falta a la mujer y La mujer del señor Josep falta al hombre, así como El pobre viudo y El triunfo de la carne. Cómo puede observarse por los ilustrativos títulos de los vodevils, la compañía pretendía captar un público popular: Volvamos que no ha sido nada, Theodore & Cie., o Faldas y pantalones, de Silvane y Artus, o Pascua antes de Ramos, de Flers, Caillavet y Rey.

### Thais
Colaborando con Studio Films se apuntó a partir de 1916 al cinematógrafo. Actuó junto a su hermana Tina en algunas películas y en 1918 comenzó a trabajar en la producción y dirección de cine con la película de cine mudo Thaïs, un corto de la ópera de Missenet en la que también interpretó el papel protagonista. Se convirtió  así en la primera directora de cine de España, sin embargo no se conoce el resultado del film, porque no se ha conservado ninguna copia. La constancia de la existencia de la misma se tiene por los artículos de prensa de la época y no está en la base de datos del Ministerio de Cultura.
La investigadora María de la Concepción Martínez Tejedor en su obra "Directoras. Pioneras del cine español. De los años veinte a los años sesenta" recopila brevemente los datos que fundamentan la teoría de que Elena Jordi pudo haber sido la primera directora de cine en España.
1918 fue un año clave: adquirió un solar en la nueva vía Layetana, que entonces era un eje prestigioso en pleno auge, y la película Thaïs acaparó su atención. A nivel personal sufrió la muerte del amigo, y en algunos momentos compañero sentimental, Jandru Soler, en la epidemia de la gripe que afectó a Barcelona.
A partir de 1918 sus apariciones en escena se espaciaron. Después, solo actuó esporádicamente en 1921 y, por última vez, en 1929 en Teatro Goya de Madrid. El anunciado como inminente "Teatro Elena Jordi" no se llevó a cabo y pasó a ser el Pathé Palace, rebautizado en 1940, Palacio del Cine.
En 1929 desapareció de la vida pública. Murió en el anonimato, siendo enterrada el 6 de diciembre de 1945. El trabajo de investigación de Josep Cunill permitió localizar el nicho del cementerio de Les Corts donde está enterrada.

## Reconocimientos
La investigadora Irene Melé Ballesteros publicó en 2013 una tesis de máster en la Universidad de Massachusetts dedicada a "Elena Jordi y el mito de Thais", donde se estudia el impacto de la película homónima estrenada en 1918.
En julio de 2018 la Asociación “Herstóricas. Historia, Mujeres y Género” y el Colectivo “Autoras de Cómic” creó un proyecto de carácter cultural y educativo para visibilizar la aportación histórica de las mujeres en la sociedad y reflexionar sobre su ausencia consistente en un juego de cartas. Una de estas cartas está dedicada a Elena Jordi.
En 2024, Correos emitió un sello conmemorativo dedicado a su figura, como parte de la campaña '8MTodoElAño'.